# Goran Kalamiza
Goran Kalamiza (Čakovec, 5 febbraio 1974) è un ex cestista croato.

## Palmarès
- Coppa di Croazia: 3

Cibona Zagabria: 1995
Spalato: 1997
Zadar: 2000
- Coppa di Polonia: 1

Prokom Sopot: 2001